# Salman Schocken
Salman Z. Schocken (în ebraică שלמה זלמן שוקן; n. 29 octombrie 1877, Margonin, provincia Posen, Imperiul German (azi în Polonia) – d. 6 august 1959, Pontresina, Elveția) a fost un editor și om de afaceri evreu german. El a trăit în Germania până în 1934, când a emigrat în Palestina și apoi în 1940 în Statele Unite ale Americii.

## Biografie

### Germania
Salman Schocken („S” din Salman se pronunță „Z”) a fost fiul unui negustor evreu din Posen. În 1901 s-a mutat la Zwickau, un oraș german din sud-vestul Saxoniei, pentru a ajuta la administrarea unui magazin deținut de fratele său, Simon. Împreună au dezvoltat afacerea și au înființat un lanț de magazine în întreaga Germania. În Chemnitz și Stuttgart, Schocken i-a comandat arhitectului evreu german Erich Mendelsohn să construiască magazinele sucursale ale Kaufhaus Schocken. Prin 1928 lanțul comercial Schocken era unul dintre cele mai mari din Europa. După moartea fratelui său, Simon, în anul 1929 și apoi a prietenuluisău Franz Rosenzweig, Salman Schocken a devenit unicul proprietar al lanțului de magazine.
În 1915, Schocken a fondat revista sionistă revista Der Jude, împreună cu Martin Buber. Schocken l-a sprijinit financiar pe Buber, la fel cum a făcut-o și cu alți scriitori evrei precum Gerschom Scholem și Șmuel Iosef Agnon. În 1930 a înființat Institutul Schocken pentru cercetări cu privire la poezia ebraică din Berlin, un centru de cercetare care avea misiunea de a descoperi și publica manuscrisele poeziilor medievale evreiești. Inspirația pentru acest proiect a fost visul lui de lungă durată de a găsi un echivalent evreiesc al literaturii fundamentale a Germaniei, precum era poemul epic german Cântecul Nibelungilor. În 1931, el a fondat editura Schocken Verlag, care a tipărit cărți ale scriitorilor evrei germani, cum ar fi Franz Kafka și Walter Benjamin, făcând cunoscute operele acestora; ea a retipărit, de asemenea, traducerea Buber-Rosenzweig a Bibliei. Aceste inițiative i-au adus porecla de „comerciantul mistic” din partea prietenului său, Scholem.
În 1933 naziștii i-au retras cetățenia germană lui Schocken. Ei l-au forțat să-și vândă companiile germane către Merkur AG, dar el a reușit să-și recupereze o parte dintre proprietăți după Al Doilea Război Mondial.

### Palestina
În 1934 Schocken a părăsit Germania și a imigrat în Palestina. El a construit la Ierusalim Biblioteca Schocken, proeictată, de asemenea, de Erich Mendelsohn, a fost membru al consiliului de administrație al Universității Ebraice din Ierusalim și a cumpărat ziarul Haaretz pentru 23.000 de lire sterline în 1935. Fiul său cel mai mare, Gershom Schocken, a devenit redactor-șef în 1939 și a deținut această poziție până la moartea sa, în anul 1990. Familia Schocken deține astăzi o pondere de 60% a acțiunilor ziarului. Salman Schocken a fondat, de asemenea, editura Schocken Ltd. și a deschis în 1945 la New York, cu ajutorul lui Hannah Arendt și Naum Glatzer, o altă ramură, Schocken Books. În 1987, Schocken Books a devenit o marcă a Knopf Doubleday Publishing Group, deținut de corporația media Bertelsmann, începând din 1998.
Schocken a devenit membru al consiliului de administrație al Fondului Național Evreiesc și a contribuit la achiziționarea de terenuri în zona golfului Haifa.
Schocken a devenit un susținător al lui Șmuel Iosef Agnon încă din perioada cât au locuit amândoi în Germania. Recunoscând talentul literar al lui Agnon, Schocken i-a plătit un salariu care l-a eliberat de grijile financiare și i-a permis să se dedice scrisului. Agnon a fost distins cu Premiul Nobel pentru Literatură în anul 1966, nu fără sprijinul relațiilor lui Schocken.

### Statele Unite ale Americii
În 1940 Schocken a părăsit Palestina împreună cu familia sa, cu excepția unui singur fiu, și s-a stabilit în Statele Unite ale Americii.
Schocken a murit în 1959, în timp ce se afla în vacanță în Elveția.

## Familie
În 1910 Salman Schocken s-a căsătorit cu Zerline (Lilli) Ehrmann, o evreică germană de douăzeci de ani din Frankfurt. Au avut patru fii și o fiică. Fiul lor cel mare, Gustav Gershom Schocken, i-a succedat tatălui său la editura Schocken din Tel Aviv și la ziarul Haaretz. Un alt fiu, Gideon Schocken, a devenit luptător în cadrul Haganah și mai târziu general și șef al Direcției de Personal al Armatei Israeliene.

## Schocken casă din Ierusalim
Casa lui Salman Schocken se află pe strada Smolenskin nr. 7 din Rehavia (aka Rechavia), un cartier din Ierusalim. Ea a fost proiectată tot de Erich Mendelsohn. Clădirea, construită din piatră de Ierusalim între 1934 și 1936, a fost inițial înconjurată de o grădină spațioasă de 1,5 acri (6.100 m2). În 1957, proprietatea a fost vândută Academiei de Muzică și Dans din Ierusalim, care a invitat un alt arhitect, Joseph Klarvin, pentru a proiecta o aripă frontală suplimentară cu săli de clasă. Klarvin a adăugat, de asemenea, un al treilea etaj, amenajând pergole în curte.
Schocken a construit, de asemenea, o bibliotecă în Ierusalim pentru a adăposti valoroasa sa colecție de carte. Clădirea a fost, de asemenea, proiectată de Erich Mendelsohn și construită pe strada Balfour nr. 6. Astăzi, clădirea istorică adăpostește Institutul Schocken de Cercetări Evreiești al Seminarului Teologic Evreiesc din America. Institutul găzduiește Biblioteca Salman Schocken și alte importante arhive și colecții de cărți evreiești.

## Reparații
Pe 12 iunie 2014, un tribunal din Berlin a acordat 50 de milioane de euro moștenitorilor supraviețuitori ai lui Salman Schoken din Israel, ca parte a despăgubirilor oferite pentru confiscarea Schocken AG de către regimul nazist în 1938.